# Hüttchen (Leichlingen)
Hüttchen ist eine aus einem Wohnplatz hervorgegangene Ortslage in der Stadt Leichlingen (Rheinland) im Rheinisch-Bergischen Kreis.

## Lage und Beschreibung
Hüttchen liegt östlich der Landesstraße L288 in unmittelbarer Nachbarschaft zu den Wohnplätzen Stockberg, Am Adler, Merlenforst und Windgesheide, die sich alle im Umkreis von 200 Metern befinden. Der ursprüngliche Siedlungskern der in der ersten Hälfte des 20. Jahrhunderts noch eigenständigen Ortschaft liegt nördlich der nach ihm benannten Straße Am Hüttchen. Der gesamte, mittlerweile geschlossen bebaute Ortsbereich ist heute nach dem benachbarten Wohnplatz Windgesheide benannt.
Westlich von Hüttchen befanden sich auf Langenfelder Stadtgebiet die Leichlinger Sandberge, die für den Sandabbau weitgehend abgetragen wurden. Weitere benachbarte, zumeist die in westliche Vorstadt Leichlingens aufgegangene Orte sind Kellerhansberg, Unterschmitte, Roßlenbruch, Bockstiege und Bahnhof. Ziegwebersberg und Staderhof haben ihre eigenständige Lage bewahrt.

## Geschichte
Der Ort entstand erst Anfang des 19. Jahrhunderts. Hüttchen lag neben der Sandstraße, einer Altstraße von Aufderhöhe nach Opladen und heutige Landesstraße L288. Die Preußische Uraufnahme von 1844 zeigt den Ort unbeschriftet, ebenso die Leichlinger Gemeindekarte von 1830.
1832 gehörte Hüttchen unter dem Namen Hüthchen der Bürgermeisterei Leichlingen an. Der laut der Statistik und Topographie des Regierungsbezirks Düsseldorf als Tagelöhnerwohnung kategorisierte Ort besaß zu dieser Zeit drei Wohnhäuser und zwei landwirtschaftliche Gebäude. Zu dieser Zeit lebten 14 Einwohner im Ort, allesamt evangelischen Glaubens. 1867 wurde östlich von Hüttchen die Bahnstrecke Gruiten–Köln-Mülheim eröffnet. 
Im Gemeindelexikon für die Provinz Rheinland werden 1885 sechs Wohnhäuser mit 18 Einwohnern angegeben. 1895 besitzt der Ort fünf Wohnhäuser mit 27 Einwohnern, 1905 fünf Wohnhäuser und 25 Einwohner.
Ab Mitte des 20. Jahrhunderts schlossen sich die Lücken in der Wohn- und Gewerbebebauung mit den benachbarten Wohnplätzen und Hüttchen wurde Teil der westlichen Vorstadt Leichlingens. Im März 2015 begann der Neubau einer Brücke über die Bahnstrecke. Die Kosten belaufen sich auf voraussichtlich 600 000 Euro.